# OPC Foundation
La OPC Foundation (in sigla, OPC formalmente conosciuta come Fondazione OLE for Process Control - Object Linking and Embedding for Process Control) è un consorzio industriale che crea e mantiene standard per una connettività aperta di dispositivi e sistemi nel campo dell'automazione industriale, come sistemi di controlli industriali e controllo dei processi.
Gli standard OPC specificano la comunicazione di dati industriali tra cui eventi, allarmi, dati cronologici e processi batch di sensori, strumenti, controller, sistemi software, e notificazione di dispositivi.
La Fondazione OPC ha cominciato nel 1994,
as a task force comprising five industrial automation vendors (Fisher-Rosemount, Rockwell Software, Opto 22, Intellution, and Intuitive Technology), con lo scopo di creare delle specifiche OLE per i Controlli di processo basico. La OLE è una tecnologia sviluppata da Microsoft Corporation per i sistemi operativi MS Windows.
L'OPC rilasciò lo standard nell'agosto 1996.
La fondazione co-opera inoltre con altre organizzazioni, come MTConnect, che condivide obiettivi simili.

## Standard OPC e gruppi di specifiche
- OPC Data Access
- OPC Alarms and Events
- OPC Batch
- OPC Data eXchange
- OPC Historical Data Access
- OPC Security
- OPC XML-DA
- OPC Complex Data
- OPC Commands
- OPC Unified Architecture
- OPC Certification